# STS–92
Az STS–92 jelű küldetés az amerikai űrrepülőgép-program 100., az Discovery űrrepülőgép 28. repülése.

## Jellemzői
A beépített kanadai Canadarm (RMS) manipulátor kart 50 méter kinyúlást biztosított (műholdak indítás/elfogása, külső munkák [kutatás, szerelések], hővédőpajzs külső ellenőrzése) a műszaki szolgálat teljesítéséhez.

### Első nap
2000. október 11-én a szilárd hajtóanyagú gyorsítórakéták (SRB) segítségével Floridából, a Cape Canaveral (KSC) Kennedy Űrközpontból, a LC39–A jelű indítóállványról emelkedett a magasba. Az orbitális pályája 92,3 perces, 51,6 fokos hajlásszögű, a geocentrikus pálya perigeuma 386 kilométer, az apogeuma 394 kilométer volt. Felszálló tömeg indításkor 115 127 kilogramm, leszálló tömeg 92 741 kg. Szállított hasznos teher felszálláskor/leszállásnál9513 kg.
Az űrállomás első rácselemét kapcsolták a Unity modul felső (azaz zenitirányú) csatlakozójára; erre utal a Z1 jelölés. Az egységen helyezték el az űrállomás 4 db iránybeállító giroszkópját és a nagysebességű adatátvitelt biztosító, Ku sávú, forgatható parabolaantennát, ami a geostacionárius pályán keringő TDRS műholdakkal biztosít összeköttetést, továbbá egy ideiglenes csatlakozót a PMA dokkolómodulnak.

### Tizenkettedik nap
2000. október 24-én Kaliforniában az Edwards légitámaszponton (AFB) szállt le. Összesen 12 napot, 21 órát, 43 percet és 47 másodpercet töltött a világűrben. 8 500 000 kilométert repült, 203 alkalommal kerülte meg a Földet. Egy különlegesen kialakított Boeing 747 tetején visszatért kiinduló bázisára.

## Hasznos teher
A SpaceHab mikrogravitációs modul biztosította a (emberi-, biológia- és a biotechnológia, fizikai és anyagtudományi, technológiai, valamint a Földdel és a világűrrel kapcsolatos) kutatások, kísérletek végezését.

## Űrséták
Az tervezett űrséták alatt a Z1 vázszerkezet, kommunikációs antennákat, elektromos vezetékeket, fűtőtesteket szereltek. A Z1 rácsszerkezetre az STS–97 fogja szállítani az első amerikai összehajtogatott napelemeket. Rögzítették a PMA–3, a Z1 dokkoló elemeit. A Z1 vázszerkezet tetejére telepítettek két DDCU energia átalakító (fűtőcsövet) egységet. Kihelyeztek két zárt, automatikusan működő laboratóriumot, amit későbbi űrrepülőgép legénysége fog visszanyerni. Az űrsétákat biztosító kábellel végezték. A program végén tesztelték a szabad mozgást biztosító űreszközt (hátizsákot), 50 méterre eltávolodva az űrállomástól. A beállított nitrogén fúvókák megbízhatóan segítették az EVA tesztet.
(zárójelben a dátum és az időtartam)
- EVA 1: Chiao és McArthur (2000. október 15., 6 óra 28 perc)
- EVA 2: López-Alegría és Wisoff (2000. október 16., 7 óra 07 perc)
- EVA 3: Chiao és McArthur (2000. október 17., 6 óra 48 perc)
- EVA 4: López-Alegría és Wisoff (2000. október 18., 6 óra 56 perc)

## Személyzet
- Brian Duffy (4), parancsnok
- Pamela Anne Melroy (1), pilóta
- Leroy Chiao (3), küldetésfelelős
- William Surles McArthur (3), küldetésfelelős
- Peter Wisoff (4), küldetésfelelős
- Vakata Kóicsi (2), küldetésfelelős – Japán Űrügynökség (JAXA)

### Visszatérő személyzet
- Brian Duffy (4), parancsnok
- Pamela Anne Melroy (1), pilóta
- Leroy Chiao (3), küldetésfelelős
- William Surles McArthur (3), küldetésfelelős
- Peter Wisoff (4), küldetésfelelős
- Vakata Kóicsi (2), küldetésfelelős